# Бёвард
Бёва́рд (фр. Beuvardes) — коммуна во Франции, находится в регионе Пикардия. Департамент коммуны — Эна. Входит в состав кантона Фер-ан-Тарденуа. Округ коммуны — Шато-Тьерри.
Код INSEE коммуны — 02083.

## Население
Население коммуны на 2010 год составляло 721 человек.
| 1962 | 1968 | 1975 | 1982 | 1990 | 1999 | 2010 |
| ---- | ---- | ---- | ---- | ---- | ---- | ---- |
| 477  | 458  | 479  | 544  | 642  | 640  | 721  |

## Экономика
В 2010 году среди 468 человек трудоспособного возраста (15—64 лет) 340 были экономически активными, 128 — неактивными (показатель активности — 72,6 %, в 1999 году было 69,4 %). Из 340 активных жителей работали 299 человек (166 мужчин и 133 женщины), безработных было 41 (22 мужчины и 19 женщин). Среди 128 неактивных 35 человек были учениками или студентами, 47 — пенсионерами, 46 были неактивными по другим причинам.